# روبرتو موسکرا
روبرتو موسکرا (اسپانیایی: Roberto Mosquera‎؛ زادهٔ ۲۱ ژوئن ۱۹۵۶) بازیکن سابق و مربی فوتبال اهل پرو است.
از باشگاه‌هایی که در آن بازی کرده‌است می‌توان به باشگاه فوتبال اونس کالداس، باشگاه ورزشی دیپورتیوو کالی، و باشگاه فوتبال اسپورتینگ کریستال اشاره کرد.
وی همچنین در تیم ملی فوتبال پرو بازی کرده‌است.